# 牛乳瓶

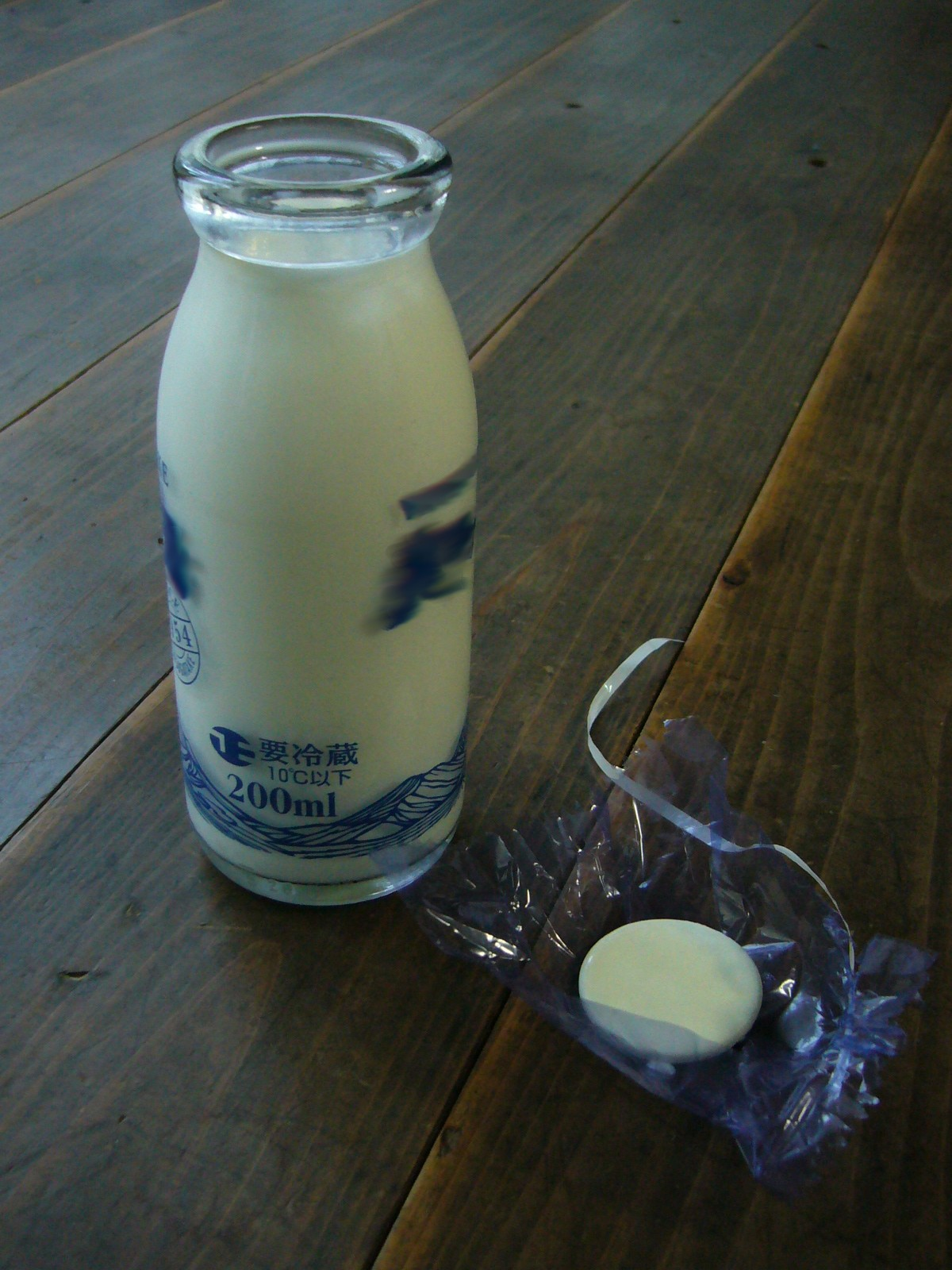
日本の伝統的な牛乳瓶とフタ。このタイプのパッケージは急速に姿を消しつつある。

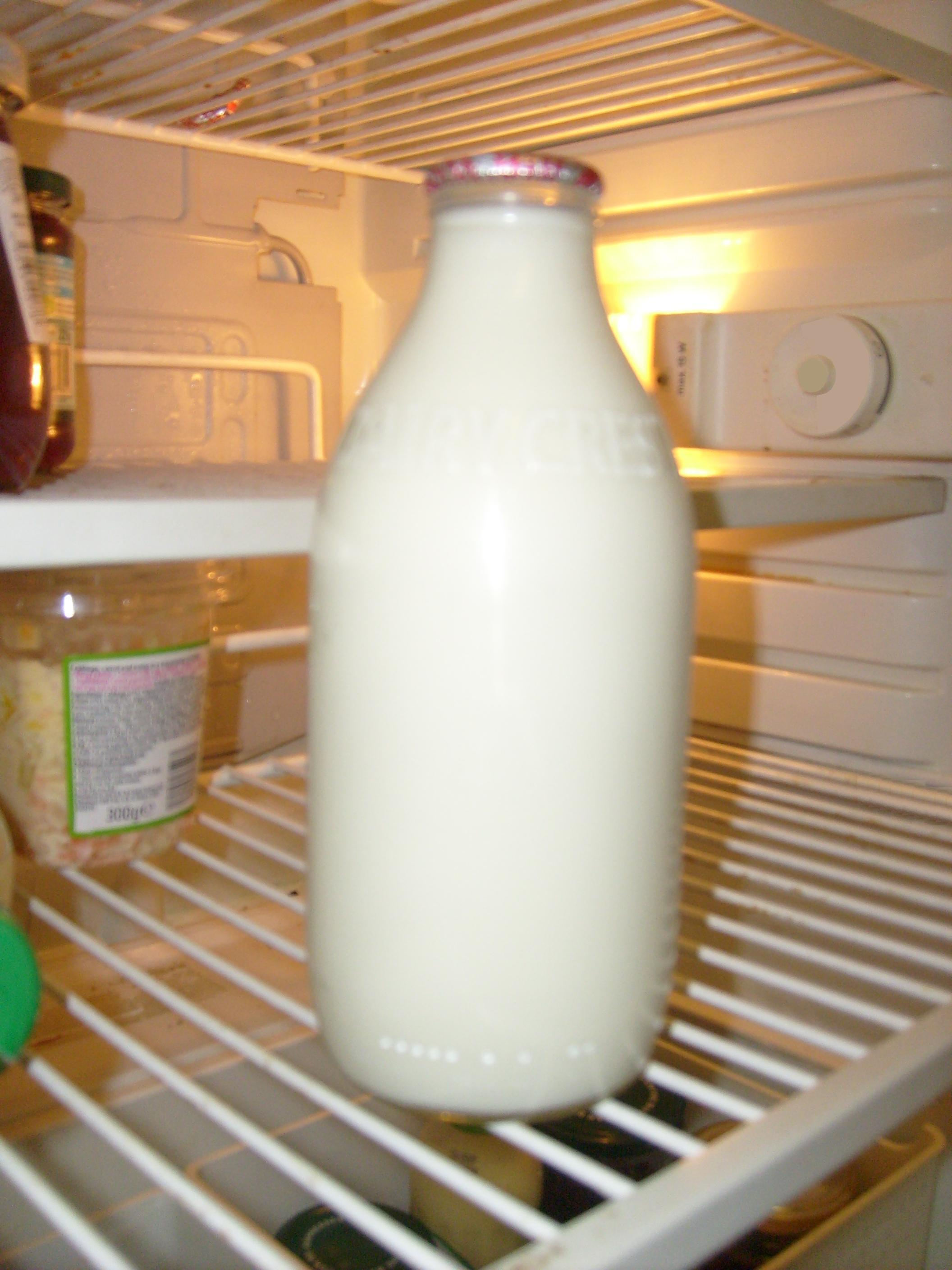
欧米では標準的な大型瓶

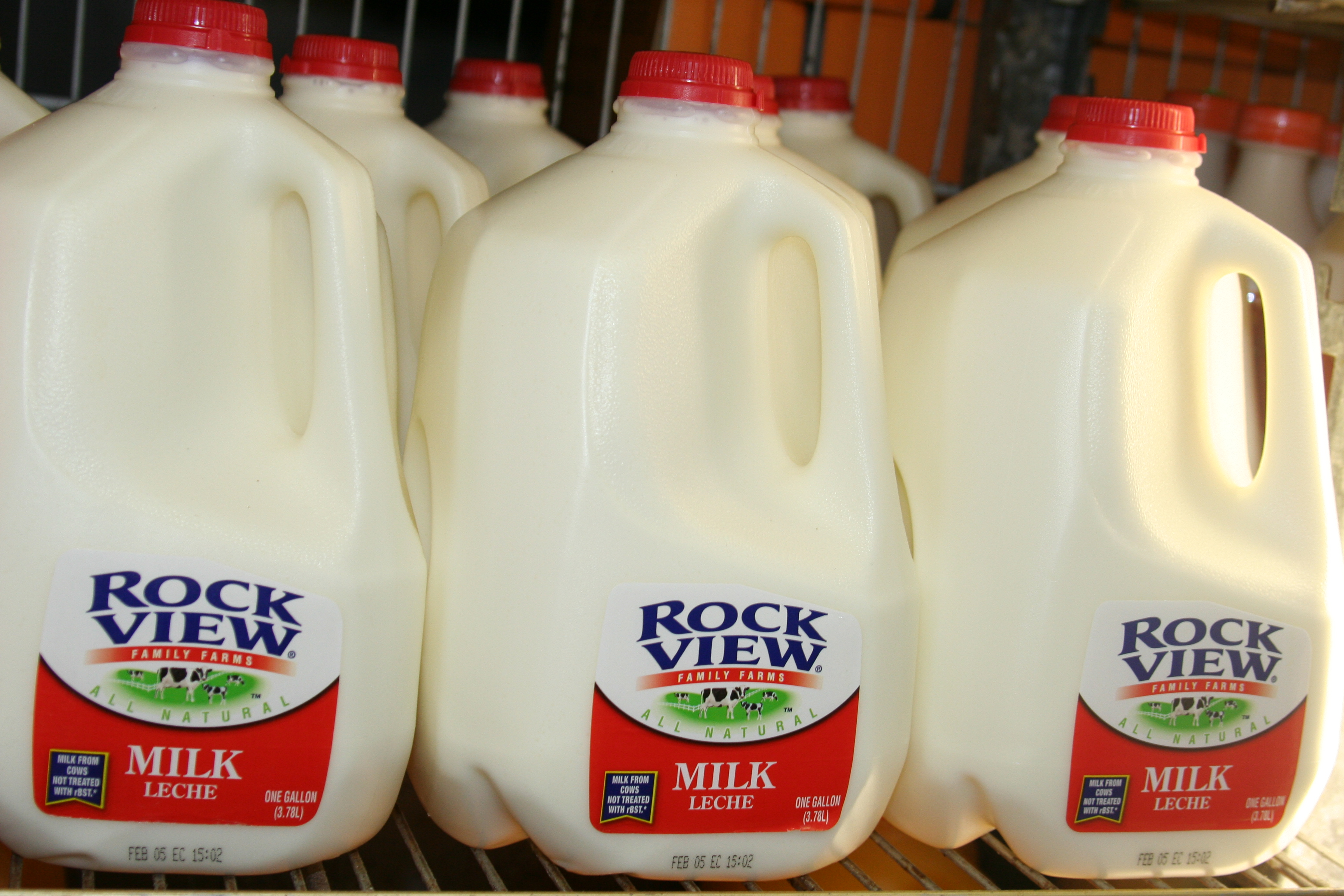
地域によってはプラスチックボトルも流通している

牛乳瓶（ぎゅうにゅうびん、英: Milk bottle）は、牛乳を運搬するために用いるガラス製の容器。
瓶自体と口の寸法は牛乳瓶とは異なるが、製造メーカーや販売・配達ルートが同じヨーグルトや乳酸菌飲料もかつては瓶入りで販売されていた。一例として雪印・カツゲン、森永・マミーなど。ヤクルト本社は牛乳の製造・販売は行っていないが、同社のヤクルトにはガラス瓶が使われていた。

## 概要
牛乳を始め、それを原料とするコーヒー牛乳やフルーツ牛乳の容器として用いられる。この容器は、回収されて再利用（リユース・リターナブル瓶とも）される。以前は学校給食用、宅配用の牛乳に広く用いられてきたが、大手牛乳メーカーの寡占化や販売チャンネルの変化、運搬の容易さなどから、多くは紙パックに置き換わった。しかし、紙パックの紙臭さを嫌い、瓶入り牛乳を愛用する者もいる。鉄道駅などのミルクスタンドでは、湯煎で加熱して販売することもあるため、現在でも瓶入り牛乳が売られているところがある。
牛乳は栄養価が高い反面、雑菌が繁殖して腐敗するなどの衛生面の問題が発生しやすい。このため衛生的にこの飲料を輸送し消費者の手元に届けるため、洗浄して再利用するガラス製の牛乳瓶と、使い捨てとなる紙パックが利用されている。

## 歴史

### 日本
日本において牛乳販売業は、明治時代に入って大量失業した武士の再就職口として注目され、この頃より大衆が牛乳を口にする機会が増えたが、この当初は桶を担いだ牛乳売り（行商）から、各家庭にある容器（鍋や丼）に柄杓で量り売るというものだった。このため衛生面にしばしば問題が出たため、1889年（明治22年）に制定された「牛乳搾取規則」によって牛乳瓶に入れて販売するようになった。このガラス瓶は繰り返し洗浄して利用された。
1900年（明治33年）には「牛乳営業取締規則」が定められ、一部の牛乳は瓶ごと高温の水蒸気で加熱して殺菌する高温殺菌法を利用するようになり、腐敗牛乳による集団食中毒が社会問題化した後の1933年（昭和8年）には、殺菌処理が義務化された。当初は主に低温殺菌法（摂氏63 - 65度・30分）で瓶ごと湯煎して殺菌するため、牛乳瓶は加熱殺菌工程に耐えられる強度が求められた。その後、加熱殺菌工程は瓶詰め前に行われるようになったが、リユース上の耐久性を担保するために、長らく肉厚のガラス瓶が利用されており、肉厚な牛乳瓶の底部と、度数が高く分厚いレンズの眼鏡を関連付けて「瓶底眼鏡」という言い回しを生んだ。
しかし近年、樹脂コーティングの強化により薄型・軽量化を実現した牛乳瓶が、大手乳業メーカーに相次いで採用されている。さらに、大手メーカーだけでなく、瓶入り牛乳類を販売している地場メーカーでも、同様の新型瓶に切り替えが進められており、旧型の牛乳瓶は急速に姿を消しつつある。
2024年に入ると、ガラス瓶を回収後に耐久回数まで使用するための洗浄費が高騰し、またガラス瓶の材料費の高騰や冷蔵設備下の密封状態での保存期間の延長を念頭に、ガラス瓶での販売をやめプラスチックボトルに置き換える製造元が現れ始めている。
農林水産省の統計では、500ミリリットル未満のガラス瓶入りの牛乳の生産量は、2013年で1万4458キロリットル、2023年で4392キロリットルである。
山村乳業（三重県伊勢市）は2013年に伊勢神宮外宮参道にミルクスタンドを、2020年に内宮前店を、開いた。
2021年、小岩井乳業は瓶入りの牛乳やコーヒーなどの乳飲料の製造をやめた。
2024年3月末、森永乳業は宅配向け瓶入り牛乳の製造を取りやめた。

## 牛乳瓶の包装

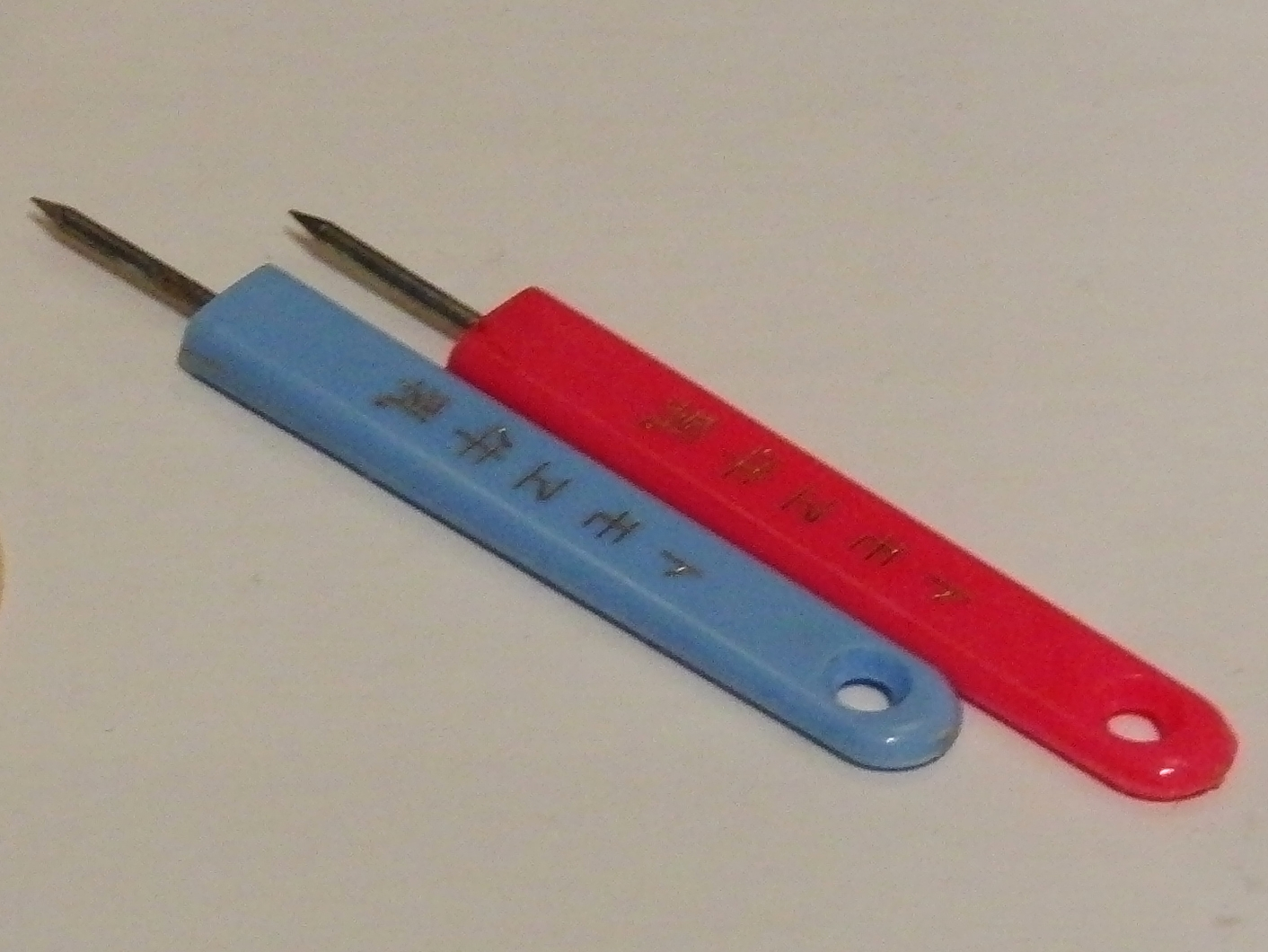
牛乳栓抜き。トモヱ乳業牛乳博物館所蔵。

明治時代から昭和初期頃までは、細口の瓶に王冠やコルク栓、または機械栓（気開栓）を用いて封緘されていたが、太平洋戦争後にかけて現在のような紙栓（瓶蓋・牛乳キャップ）が全国的に普及した。
牛乳瓶の紙蓋には開栓のための専用器具が存在し、紙蓋取りあるいは牛乳栓抜きなどと呼ばれる。
ただし、地域によっては紙栓自体にアイスクリームカップの蓋のようなつまみを装備した“耳付きキャップ”も流通していた。昭和30年代 - 40年代には取っ手用のビニールテープを巻き付けステープラーで固定した紙栓も存在しており、この場合は当然紙栓の裏側、牛乳と接する部分へ金属の針が露出し、内部の空気や牛乳と接触することになる。
瓶の口は全体に掛け紙やポリフードを被せて保護していたが、前述の新型瓶の導入に伴い、近年はプラスチック製の嵌め込み式キャップを使用し、さらにビニールのシュリンク処理で封緘する場合も増えてきている。
紙製のフタはめんこ遊びに用いられたり、商品名や成分、殺菌温度、製造社名、住所などの食品衛生法で規定された表示項目が記載され、各社や商品ごとのデザインなどの違いもあることから、コレクションの対象となることがある。希少品としてネットオークションで高額落札されるケースもある。プラスチック製キャップでは何も記載されないか、消費期限だけが印字されるのみで、紙キャップに記載された各種表示項目はビニールのシュリンク部分に印刷されている。
日本では食品衛生法によって、紙パックと牛乳瓶以外への牛乳の充填を認めていなかったが、日本酪農乳業協会などの働きかけにより、2007年（平成19年）3月には食品安全委員会が「適切な条件下で管理される限り、十分な安全性を確保している」と、ペットボトルの食品健康影響評価を厚生労働省に提出した。同年10月に「乳及び乳製品の成分規格等に関する省令」が改正され、ペットボトル入り牛乳の販売が認められたが、封入システム導入コストや、消費者からの衛生面での懸念を理由に、2015年現在日本国内で販売する事業者はいない。ただし、プラスチック製の瓶で販売している企業は存在する。

## 牛乳瓶の大きさ
日本で市販される牛乳瓶の容量は、明治時代から大正時代の頃までは90 ml（5勺瓶）、昭和初期から昭和45年頃までは180 ml（一合瓶）、昭和45年以降は200 mlの瓶が中心となった。一合瓶から20 ml増量したきっかけは、厚生省が学校給食用牛乳の標準容量を200 mlに策定したことによる。
その他、宅配用や土産用には720〜1000 ml入りの大瓶が存在する。また、欧米などでは約3.8 L入りのガロン瓶（英: Square milk jug）のものもある。

## 牛乳缶
かつては雪印乳業など、いくつかの食品メーカーが190 mlサイズで品名に「牛乳」の名称を付けた缶牛乳を発売していたこともあり、現在でも少数だが缶牛乳を生産しているメーカーは現存する。ただし、種類別カテゴリでは「乳飲料」としての発売であるため、法的には牛乳として認められていない。